# Thủy Thành
Thủy Thành (chữ Hán giản thể: 水城区, bính âm: Shuǐchéng Qu) là một quận thuộc địa cấp thị Lục Bàn Thủy, tỉnh Quý Châu, Cộng hòa Nhân dân Trung Hoa. Quận này có diện tích 3589 km2, dân số năm 2002 là 720.000 người. Mã số bưu chính là 553000. Chính quyền quận đóng tại trấn Lạm Bá.

## Hành chính
Quận này được chia thành trấn Lạm Bá và các hương, hương dân tộc: A Tát, Diêm Tỉnh, Bàn Long, hương dân tộc Di Bình Trại, hương dân tộc Miêu và Di Cước Mễ, hương dân tộc Miêu và Di Tỷ Đức, hương dân tộc Miêu và Di Hóa Lạc, hương dân tộc Miêu và Di Đổng Địa, hương dân tộc Miêu và Di Đẩu 箐, hương dân tộc Miêu và Di Bảo Hoa, hương dân tộc Miêu và Di Thanh Lâm, hương dân tộc Miêu và Di Kim Bồn, hương dân tộc Miêu và Di Mộc Quả, hương dân tộc Miêu và Di Phát 箐, hương dân tộc Di Chí Quảng, hương dân tộc Miêu và Di Ngọc Xá, hương dân tộc Bố Y - dân tộc Miêu và dân tộc Di Tân Nhai, hương dân tộc Bố Y - dân tộc Miêu và dân tộc Di Dã Chung, hương dân tộc Bố Y, dân tộc Miêu và dân tộc Di Đô Cách, hương dân tộc Miêu và Di và Hồi Dương Mai, hương dân tộc Bố Y - Miêu và Di Quả Bố Tát, hương dân tộc Bố Y – Miêu và Di Phát Nhĩ, hương dân tộc Bố Y – Miêu và Di Kê Trường, hương dân tộc Miêu và Di Long Trường, hương dân tộc Miêu – Di và Bạch Doanh Bàn, hương dân tộc Bố Y – Miêu và Di Thuận Trường, hương dân tộc Miêu - Bố Y và Di Hoa Tát, hương dân tộc Miêu – Di và Bố Y Mễ La, hương dân tộc Miêu và Bố Y Hầu Trường, hương dân tộc Bố Y – Miêu và Di Hồng Nham, hương dân tộc Di Song Tát.